# برينتون لورانس
برينتون لورانس (بالإنجليزية: Brenton Lawrence)‏ هو لاعب دوري الرغبي أسترالي، ولد في 29 ديسمبر 1984 في ماكاي في أستراليا.